# بور بالدوين
بور بالدوين (بالإنجليزية: Burr Baldwin) هو عسكري أمريكي، ولد في 13 يونيو 1922 في بيكرسفيلد في الولايات المتحدة، وتوفي في 20 أغسطس 2007.

## وصلات خارجية
- بور بالدوين على موقع مرجع كرة القدم المحترفة.كوم (الإنجليزية)